# فريدريك بياجي
فريدريك بياجي (بالإيطالية: Federico Biaggi)‏ مواليد 24 أكتوبر 1987 في روما، هو متسابق دراجات نارية إيطالي. نافس في سباقات بطولة العالم لفئة 125 سي سي.

## روابط خارجية
- فريدريك بياجي على موقع MotoGP.com (الإنجليزية)
- فريدريك بياجي على موقع WorldSBK.com (الإنجليزية)